# Benteshina
Benteshina, también conocido como Pendishena o Bentešina, fue un soberano del reino de Amurru, formado por parte de los actuales territorios de Líbano, Israel y Siria, gobernando a mediados del siglo XIII a. C. Era nieto del rey hitita Abdi-Astarte, e hijo de Aziru, quien había tomado la ciudad de Tunip, convirtiéndola en capital de los hititas.
Benteshina logró entrar en el círculo de Hattusili, hermano del rey hitita, siguiéndole y sirviéndole en el reino vasallo de Hakpis.
Atrapado entre las esferas de influencia hitita, que gobernaba el rey Muwatalli II y la egipcia, del faraón Ramsés II, Benteshina optó finalmente por unirse a éste, a diferencia de su predecesor Aziru, vasallo de los hititas.
Su apoyo al faraón en la Batalla de Qadesh (1274 a. C.) y sus refuerzos fueron fundamentales para que éste pudiera librarse de la amenaza hitita y retirarse. 
Debido a este retroceso de los egipcios, quedó abandonado y cayó en manos de los hititas. Con su captura, su reino fue confiado a un sustituto, Shapili (o Šapili, 1274-v.1260 a. C.) Benteshina regresó al séquito de Hattusili, y en su reino privilegiado quedó Hakpis.
Cuando Hattusili, durante las luchas por la sucesión al trono hitita tras la muerte de su hermano Muwatalli, logra vencer a su sobrino Mursili III y hacerse con el trono, Benteshina fue generosamente recompensado por su lealtad y coronado de nuevo rey de Amurru.
Benteshina siguió siendo un vasallo fiel y alcanzó a casar a una de sus hijas con otro vasallo de los hititas, el rey Ammistamru II de Ugarit. Sin embargo, una carta conservada indica que poco después el rey ugarita se divorció, enviándola de regreso, para no ejecutarla. La causa del repudio se desconoce.
No se tiene certeza de las fechas exactas del nacimiento de Benteshina, situándose este entre 1280 y 1274 a. C. y su muerte entre 1260 y 1230 a. C. Le sucedió en el trono su hijo Shaushgamuwa.